# 俄亥俄州立大学
俄亥俄州立大学（英語：The Ohio State University，縮寫Ohio State或OSU）创建于1870年，是一所坐落于美国俄亥俄州首府及最大城市哥伦布市北部的公立研究型大学，是俄亥俄大学系统成员。
以占地面积计算，俄亥俄州立大学是北美面积最大的大学之一，开设的专业几乎涵盖了所有的学术领域，尤以经济学、商学、工程学、物理学等学科于世界名列前茅，该校是美國大學協會、十大联盟及十大学术联盟成员，被誉为公立常春藤之一。

## 历史
1870年，俄亥俄农工学院（Ohio Agricultural and Mechanical College）成立，1873年开始接受学生。这所学校最初位于哥伦布市外，其主要专业是农业和机械。俄亥俄州后来决定扩大教育范围，从1878年开始定名为俄亥俄州立大学。俄亥俄州立大学於1912年加入十大联盟、於1916年加入美国大学协会。
直至1998年，俄亥俄州立大学一直运行硕耳射电望远镜，世界上最大和使用时间最长的用于搜索外星智慧的射电望远镜，该望远镜于1977年8月16日发现著名的WOW!信号。
俄亥俄州立大学参与建设大双筒望远镜，并获得其12.5%的观测时间。

## 校园
目前大学在哥伦布的主校园是美国最大的校园之一，在校学生人数50,995名。俄亥俄州立大学主校园占地1764英亩（7.14平方公里），位於哥伦布市中心以北4公里。
威廉汤逊图书馆座落於校园中央，超过二百幢各式教学大楼座落於北面及南面。校园建築物拥有不同风格，包括传统的、新式的、及後现代式的设计。其中，威廉汤逊主图书馆建於1913年采用意大利文艺复兴的设计。在2006年，威廉汤逊主图书馆开展了价值一亿美元的重修计划，目标是打造成一个世界级图书馆揉合21世纪风格并保留意大利文艺复兴的建築。
俄亥俄州立大学图书馆由主馆及21间学科图书馆组成，拥有藏书超过六百万册，北美排名17。 。18街图书馆坐落于校园中央偏北，原先名字为科学与工程图书馆。此图书馆除了节日以外全年24小时无休开放，并且一层有咖啡店提供必要的餐饮服务。俄亥俄体育场是一座露天体育场馆，别名"马蹄铁"（The Horseshoe），因外型酷似而得名。其观众容量可超过十万，位列全美第三，也是大学美式足球队竞赛的主场馆，位於Olentangy River旁边。其他的主要体育设施，包括综合体育大楼、溜冰场、田径训练习等，都在校园的西北面。
大学医学院、护理学院、药剂学院等都位於主校园南端。大学医学院更是詹姆斯癌症医院的一个组成部份。
传统的教学大楼都座落在主校园区，即在Olentangy River的东面。农务或相関科目及新建的运动训练设施，则在Olentangy River西面的新校区。主校区与西面校区，有大学巴士穿梭来回连络。

## 组织

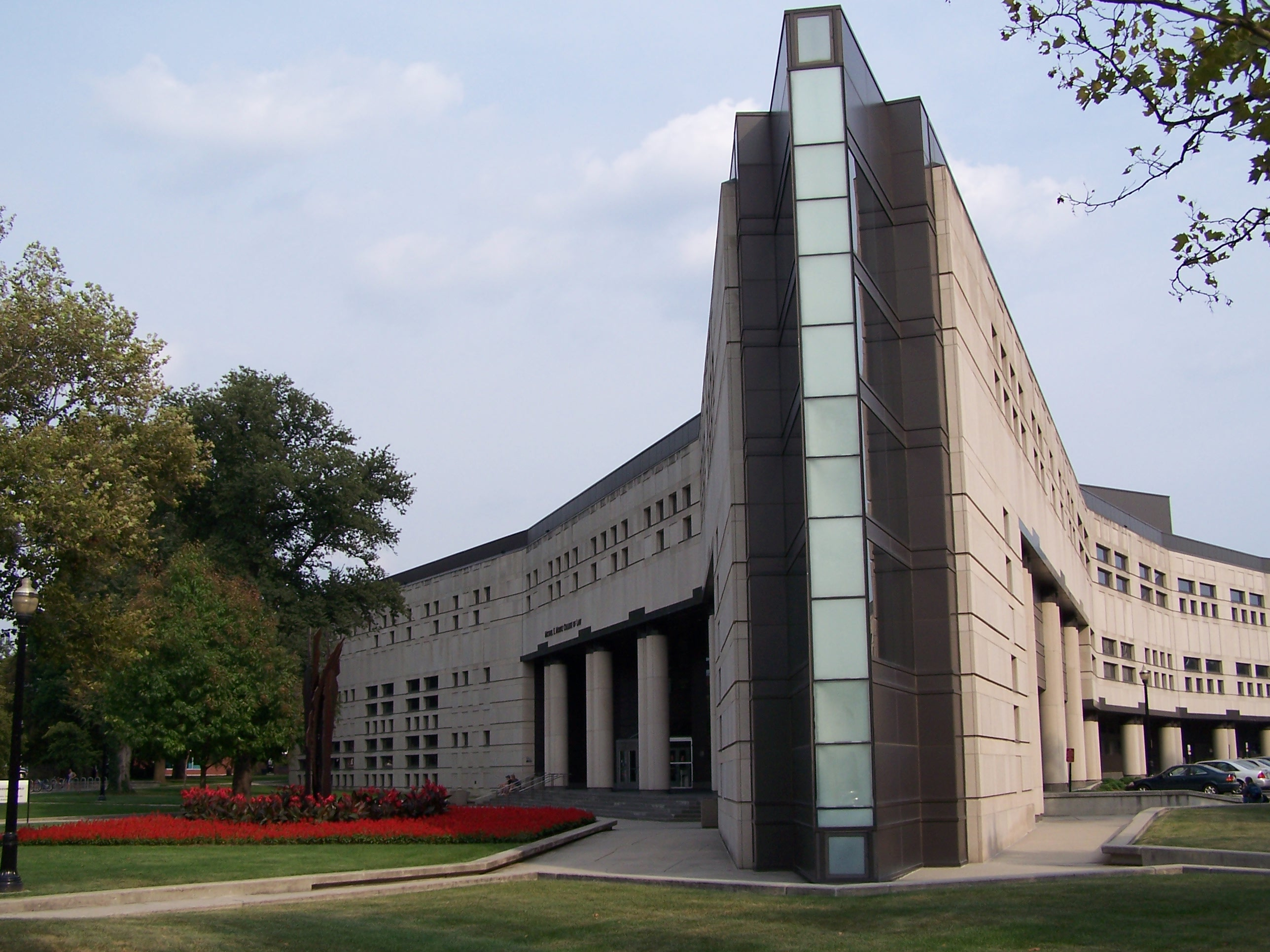
Drinko Hall

俄亥俄州立大学由以下学院、学校和校园组成：
- 牙醫學院
- 教育學院
  - 教育政策與領導學院
  - 體育活動與教育服務學校
  - 教學與學習
- 工程學院
  - 建築學院
- 食品，農業和環境科學學院
  - 農業技術學院
  - 自然資源學院
- 人類生態學院
- 醫學與公共衛生學院
  - 聯合醫學專業學校
  - 生物醫學科學院
  - 公共衛生學院
- 護理學院
- 視光學院
- 藥學院
- 社會工作學院
- 獸醫學院
- 藝術與科學學院
  - 藝術學院
    - 音樂學院

  - 生物科學學院
  - 人文學院
  - 數學和物理科學學院
  - 社會和行為科學學院
    - 新聞與傳播學院
    - 公共政策與管理學院
- 研究生院
- 麥克斯費舍爾商學院
- 俄亥俄州立大学莫里兹法学院
- 俄亥俄州立大學利馬校區
- 俄亥俄州立大學曼斯菲爾德分校
- 俄亥俄州立大學馬里昂校區
  - 特拉華中心
- 俄亥俄州立大學紐瓦克分校

## 排名
根據美國新聞與世界報導的2022年排名，俄亥俄州立大學在美國全國大學中排名第49位，在全球大學中排名第52位。在世界四大主流大学排名机构公布的排名中，2021年QS世界排名108，2021年泰晤士高等教育世界排名80，2020年ARWU世界排名101-150，2023年US News世界排名43。大学声誉方面，在2020年泰晤士高等教育世界大学声誉排行榜中，被列于世界第71至80位。
根据国家科学基金会的2007年报告指出，2006年的研究支出为6亿5千2百万美元，在全美国公立大学中，排名第七；在所有公私立大学中，排名第十一，私人企业赞助研究，全美排名第二。商学院是国际商学院促进协会在1916年的创始者之一。

## 体育、俱乐部和传统
俄亥俄州立大学参加与其它大学比赛的运动队称为七叶树队，俄亥俄州立大学的运动队参加國家大學體育協會和十大联盟的各类赛事。学校的颜色是红色和银灰色。
俄亥俄州立大学有极强的体育传统，也是美國中西部名校聯盟十大联盟的会员。十大联盟是由十四间中西部的大型公立大学所组成（除西北大学乃私立大学外）。俄亥俄州立大学有三十七支运动队伍在十大联盟竞赛，其中美式足球队尤其著名。俄亥俄州立大学美式足球队于2015年获得全美大学联赛冠军，这是他们继1942年、1954年、1957年1961年、1968年、1970年和2002年后第八次获冠军。2009年ESPN选举历史上最佳大学美式足球队伍，俄亥俄州立大学位列第三名，仅次於俄克拉荷马大学及南加州大学。
俄亥俄州立大学与密歇根大学的美式足球对决，是大学运动界的一项大事。对决每一年在常规球季的最後周末举行，梅花间竹地在哥伦布市或安娜堡举行，已经有超过一百一十八年历史。到2010年为止，这对决曾经22次决定这两所大学，谁为十大联盟冠军；另外27次影响十大联盟冠军赛果。
俄亥俄州立大学也是全美曾赢下三项主要男子球类运动（棒球、篮球、美式足球）的四间大学之一（其馀三间为密歇根大学、史丹福大学、柏克萊加州大學）。卓越运动员包括1936年奥运田径金牌得主杰西·欧文斯。美式足球队员曾七次拿下海斯曼杯，包括Archie Griffin（页面存档备份，存于）（1974 & 1975）, Eddie George（页面存档备份，存于）（1995）及Troy Smith（页面存档备份，存于）（2006）。
俄亥俄州立大学的铜管乐队也是全美知名，常在美式足球比赛休场期间，上演多幕超难度的表演，疯魔观众，其拥有255名乐手，是世界上最大的铜管乐队。
俄亥俄州立大学的电动汽车“橡树子弹（Venturi Buckeye Bullet）”于2010年在犹他州以307.7英里每小时的速度创电动汽车世界纪录。
俄亥俄州立大学有一个电视台和两个广播电台，从2003年开始其电视台开始播送高清晰度电视，此外它还有一个学生组织的互联网电台和一个网络电视台。学校的校报名为《明灯》。

## 知名校友
俄亥俄州立大学拥有超过47万名校友，当中包括5位诺贝尔奖得主，9位羅德獎學金得主，7位丘吉爾獎學金得主，1位菲爾茲獎得主，8位普利策奖得主，64位貝利·高華德獎學金得主，6位參議員，15位眾議員，108位奧運獎牌獲得者和1位沃尔夫奖得主。许多对人类科技进步作出重大贡献的人物，包括大发明家查尔斯·凯特林，发现聚四氟乙烯（“特氟龙”）的罗伊·普朗克特，发明霍夫曼代码的大卫·霍夫曼，维基百科的联合发起者和创始人拉里·桑格以及许多改写历史的人物，从柏林奥运会上的“黑色闪电”杰西·欧文斯，到火攻东京的柯蒂斯·李梅将军，再到冷战后改写政治格局的“民主导师”吉恩·夏普等，全都毕业于此校。

### 諾貝爾獎得主
- 保罗·约翰·弗洛里，- 1974諾貝爾化学獎
- 威廉·福勒，- 1983諾貝爾物理学獎
- 肯尼斯·威爾森，- 1982諾貝爾物理学獎

### 普利策奖得主
- Walt Bogdanich，- 1982普利策奖
- Paul Herman Buck，- 1938普利策奖
- Julia Keller，- 2005普利策奖
- Judith Miller，- 2002普利策奖
- Mary Oliver ，- 1984普利策奖
- Jim Schaefer，- 2009普利策奖
- Diana K. Sugg，- 2003普利策奖
- Sheryl Harris，- 1994普利策奖

### 学术界
- Michael F. Adams，- 前美国乔治亚大学校长
- Omer Clyde "O.C." Aderhold，- 前美国乔治亚大学校长
- Molly Corbett Broad，- 前美国北卡来纳州大学校长
- Calvin Adam Buehler，- 前美国田纳西州大学化学系主任
- Wynetka Ann Reynolds，- 前美国亚拉巴玛州大学校长
- Arthur Maurice Lucas，- 前伦敦国王学院校长
- Harlan Hatcher，－前密歇根大学校长
- Philip Guthrie Hoffman，- 前美国候斯顿大学校长
- 虞福春，- 著名物理学家，北京大学物理系系主任
- 严忠铎，- 著名电子科学家，唐山工学院电信系教授、哈尔滨铁道学院教授、北京铁道学院电机系主任
- 张廷金，- 无线电科学家，第一批庚子赔款留美学生
- 蔡启瑞，- 著名化学家
- 陳師孟，- 台灣知名經濟學者
- 張清溪，- 台灣知名經濟學者
- 何猷賓，-曾擔任國立彰化師範大學地理學系第四任系主任，現在擔任地理學系教授。
- 林玉霞，-現任國立嘉義大學特殊教育學系系主任，特殊教育學系副教授。
- 鄭芳田，- 台灣知名自動化學者，現為成功大學資工系講座教授，素有半導體自動化教父之稱
- 郭靜晃，- 現任中國文化大學社會福利學系主任，俄亥俄州立大學家庭關係與人類發展學系博士，專長兒童及青少年福利、兒童發展與保育、家庭關係、家庭政策、兒童遊戲、家庭休閒與輔導
- 邵于玲，- 運動管理及運動行銷學者，現為臺北市立大學知名教授。

### 政治与外交界
- J·D·万斯，- 美国副总统
- 约翰·凯西克, - 现任俄亥俄州州长，2016年美国总统选举共和党候选人
- Sherrod Brown，- 美国国会参议员
- Thomas Carper，- 美国国会参议员
- Dave Hobson，- 美国国会众议员
- James Jordan ，- 美国国会众议员
- Ron Klein，- 美国国会众议员
- Alan Lowenthal，- 美国国会众议员
- Steve Stivers，- 美国国会众议员
- Bob Gibbs，- 美国国会众议员
- Pat Tiberi，- 美国国会众议员
- 福伊·科勒，- 前美国驻苏联大使
- Milton A. Wolf，- 前美国驻奥地利大使
- Andrew McIntosh，- 英国工党议员
- Stephen R. Kappes，- 前美国中央情报局副局长
- Grant Devine，- 前加拿大萨斯喀彻温省长
- 柯蒂斯·勒邁，- 美國空軍上將，曾任美國空軍參謀長，也是二戰時期戰略轟炸的策劃者
- 吴钊燮，- 前任台湾驻美代表，现任国家安全会议秘书长，台灣外交部部長

### 商界
- Frank Stanton，- CBS前总裁
- Deven Sharma，- 标准普尔前总裁
- Susan Mernit，- 网景和美国在线前总裁
- William Isaac，- 美国联邦存款保险公司前主席
- James E. Rohr，- PNC金融服务集团前总裁
- 莱斯·韦克斯纳，- L Brands总裁及CEO，旗下拥有Victoria's Secret及Bath & Body Works（英语：Bath & Body Works）等著名品牌
- Paul F. Iams，- 爱慕思创始人
- Mark Frissora，- 赫兹租车前总裁
- 杨惠妍，- 碧桂园集团总裁
- 楊子莹，- 碧桂园集团執行董事

### 互联网和电子科技界
- Rod Holt，- 著名计算机工程师，雅达利公司和苹果公司早期员工，1977年Apple II的开关电源设计者
- 拉里·桑格，- 维基百科联合创始人之一

### 科学界
- Roy J. Plunkett，- 聚四氟乙烯（“特氟龙”）发现者
- 闵恩泽，- 化学家，石油催化剂专家，2007年度中华人民共和国国家最高科学技术奖获得者，感动中国2007年度人物之一

### 艺术界
- 罗伊·利希滕斯坦，- 美国著名波普艺术家

### 体育界
- 杰西·欧文斯，- 美国历史上最伟大的非洲裔运动员之一，在1936年夏季奥林匹克运动会上获得四块金牌
- 杰克·尼克劳斯，- 美国著名职业高尔夫球运动员，至今仍保持四大高尔夫球赛事冠军总数第一的记录
- 格雷格·奥登，- 篮球运动员，之前效力于NBA迈阿密热火队
- 贾里德·萨林杰, - 篮球运动员，之前效力于波士顿凯尔特人队
- 德安傑洛·羅素，-籃球運動員，現效力於洛杉磯湖人隊

### 宗教界
- 宋尚节，- 化学博士，中国著名奋兴布道家

## 資料來源
1. ↑   (PDF). National Association of College and University Business Officers and Commonfund Institute.   [2014-01-29]. （原始内容 (PDF)存档于2014-02-01）.
2. 1 2 3  . The Ohio State University. Autumn 2011  [2012-03-01]. （原始内容存档于2018-09-24）.
3. 1 2 3   (PDF).   [2013-12-18]. （原始内容 (PDF)存档于2014-11-05）.
4. ↑  .   [2014-04-22]. （原始内容存档于2014-05-04）.
5. ↑  [https://library.osu.edu/about/locations/18th-avenue-library/ （页面存档备份，存于）
6. ↑  . 2018-10-24  [2018-11-14]. （原始内容存档于2021-07-26） –Wikipedia.
7. ↑  . Shanghai Ranking Consultancy. 2020  [2020-12-09].
8. ↑  . Quacquarelli Symonds Limited. 2021  [2020-12-09].
9. ↑  . Times Higher Education. 2021  [2020-12-09].
10. ↑  . US. News and World Report. 2021  [2020-12-09].
11. ↑  . Shanghai Ranking Consultancy. 2020  [2020-12-09].
12. ↑  . shanghairanking.com.   [2015-04-29]. （原始内容存档于2015-05-06）.
13. ↑  . Wall Street Journal/Times Higher Education. 2021  [2021-01-24].
14. ↑  . Forbes. 2019  [2020-12-09].
15. ↑  . US. News and World Report. 2020  [2020-12-09].
16. ↑  . Washington Monthly. 2020  [2020-12-09].
17. ↑   (PDF).   [2014-04-22]. （原始内容存档 (PDF)于2015-06-29）.
18. ↑   (PDF).   [2014-04-22]. （原始内容存档 (PDF)于2008-09-10）.
19. ↑   (PDF).   [2014-04-22]. （原始内容存档 (PDF)于2015-06-29）.
20. ↑  The Big Ten Conference
21. ↑  . ESPN.com. 2009-01-23  [2018-11-14]. （原始内容存档于2018-11-14）.

## 外部連結
- 官方网站

40°00′00″N 83°00′45″W / 40°N 83.0125°W